# Лупенко, Сергей Анатольевич
Лупенко Сергей Анатольевич — доктор технических наук, профессор, профессор кафедры компьютерных систем и сетей, руководитель научно-исследовательской лаборатории «Моделирование, математическое и программное обеспечение информационных систем и сетей» Тернопольского национального технического университета имени Ивана Пулюя (ТНТУ).

## Жизнеописание
Родился 1 марта 1975 года в с. Ленинское (теперь с. Спасское) Кролевецкого района Сумской области.
В 1992 году окончил Тернопольскую ООШ № 11. С 1992 по 1998 год учился в Тернопольском государственном техническом университете имени Ивана Пулюя на факультете приборостроения по специальности «Биотехнические и медицинские аппараты и системы». Получил два диплома с отличием — специалиста (1997) и магистра (1998). С 1998 по 2001 продолжил обучение в аспирантуре под научным руководством д.т. н., профессора Щербака Л. М. В 2001 году защитил кандидатскую, а в 2010 году докторскую диссертации по специальности «Математическое моделирование и вычислительные методы». В 2004 году получил ученое звание доцента по кафедре радиокомпьютерных систем, а в 2011 году — ученое звание профессора по кафедре компьютерных систем и сетей. За время своей трудовой деятельности работал на должностях программиста, ассистента, доцента, профессора, заведующего кафедрой, руководителя отдела международных проектов.
Лупенко С. А. является основателем и многолетним заведующим кафедрой радиокомпьютерных систем (2004 год) и кафедры компьютерных систем и сетей (2009 год) ТНТУ. При непосредственном участии Лупенко С. А. в университете было лицензировано и аккредитовано ряд направлений и специальностей по подготовке бакалавров, специалистов, магистров и докторов философии в отрасли знаний «Информационные технологии», в частности, по специальности «Компьютерная инженерия» и «Компьютерные науки». Он является разработчиком многих образовательно-профессиональных характеристик и учебных планов подготовки специалистов в области информационных технологий. Был руководителем рабочей группы ТНТУ по выполнению международного проекта 543968-TEMPUS-1-2013-1-EE-TEMPUS-JPCR Modernization of Postgraduate Studies on Security and Resilience for Human and Industry Related Domains (SEREIN), получивший финансирование в рамках международной образовательной программы «Tempus». Рецензент многих учебников, учебных пособий, научных монографий и профессиональных научных статей в области информационных технологий. Неоднократно был председателем экспертных комиссий Министерства образования и науки Украины по проведению аккредитационных экспертиз и лицензирования в различных университетах и колледжах Украины. С 2019 года является членом подкомиссии по компьютерной инженерии Научно-методической комиссии по информационным технологиям, автоматизации и телекоммуникаций сектора высшего образования Научно-методического совета Министерства образования и науки Украины.
В 2008 году был соорганизатором и сокоординатором курсов повышения квалификации по направлению «Методы и средства цифровой обработки данных в телекоммуникационных системах и сетях» для офицеров пограничной службы Украины, а также для специалистов-офицеров из Социалистической республики Вьетнам на заказ государственной фирмы «Хитако». Профессор Лупенко С. А. возглавляет областное отделение Всеукраинской общественной организации «Совет по конкурентоспособности индустрии информационно-коммуникационных технологий Украины».

## Научная деятельность
Профессор Лупенко С. А. — известный специалист в области математического моделирования и вычислительных методов, основные научные результаты которого заключаются в разработке комплекса новых математических моделей, методов и программно-аппаратных средств анализа, прогнозирования, компьютерного моделирования широкого класса сигналов и процессов с циклической пространственно-временной структурой, которые имеют место в области медицинской диагностики, эконометрии, кибербезопасности и диагностики состояния материалов.
Под руководством Лупенко С. А. функционирует научная школа «Моделирование и математическое обеспечение интеллектуализированных информационных систем в медицине, технике и экономике». В состав научной школы входят 2 доктора технических наук и 5 кандидатов технических наук. Основной особенностью этой научной школы является развитие и сочетание современных моделей и технологий обработки сигналов с моделями и технологиями в области систем искусственного интеллекта. Представителями научной школы опубликовано 10 монографий, 4 учебника и 11 учебных пособий, более 350 статей, в том числе в международных изданиях, и получено более 20 авторских свидетельств и патентов. Суммарный h-индекс научной школы — 14 согласно базе SCOPUS; суммарный h-индекс согласно базе Google Scholar — 40.
Профессор Лупенко С. А. был руководителем многих научно-исследовательских проектов в области математического моделирования и информационных технологий, в частности, таких:
1. Комплексный межуниверситетский научно-исследовательский проект «Разработка, исследование и внедрение методов и средств контроля и управления качеством программных продуктов» (№ госрегистрации 0113U000258).
2. Научно-исследовательский проект «Создание грид-ориентированного программного обеспечения для осуществления криптоанализа», который является составной частью проекта «Разработка математического и программного грид-ориентированного обеспечения для моделирования и прикладных исследований в области механики, идентификации нанопористых материалов, биометрии и криптоанализа», что выполнялся Институтом кибернетики имени В. М. Глушкова НАН Украины (№ госрегистрации 0111U008183).
3. Научно-исследовательский проект «Разработка математического и программного обеспечения информационных систем диагностики и аутентификации человека с циклическими биометрическими сигналами» (номер госрегистрации 0112U002203).
4. Научно-исследовательский проект "Моделирование и разработка алгоритмов криптоанализа с использованием параллельных и распределенных компьютерных систем (номер госрегистрации 0111U002595).
5. «Математическое моделирование, методы обработки и имитации биометрических циклических сигналов в информационных системах» (номер госрегистрации 0106U009380).
Сферой научных интересов является математическое моделирование и методы обработки сигналов в интеллектуализированных информационных системах, высокопроизводительные вычислительные системы, информационные технологии биометрической аутентификации личности, онтоориентированные интеллектуализированные медицинские информационные системы. Профессор Лупенко С. А. является автором современной оригинальной теории моделирования и обработки сигналов циклической структуры в информационных системах их анализа, диагностики и прогнозирования. Разработанная им теория с позиций единого теоретико-методологического подхода учитывает широкий спектр возможных атрибутов цикличности в рамках детерминированной, стохастической, нечеткой и интервальной парадигм моделирования, значительное структурное разнообразие закономерностей изменчивости и общности ритма циклических сигналов и имеет средства адаптации к изменениям их ритма. Логическим итогом этого направления исследований стало издание научной монографии «Теоретические основы моделирования и обработки циклических сигналов в информационных системах».
Профессором Лупенко С. А. разработаны и обоснованы целостный формализованный подход к организации контента учебных курсов в электронных системах обучения на основе аксиоматики-дедуктивной стратегии и онтоориентированого подхода, обеспечивающего высокий уровень их семантического качества. В качестве примера применения предложенной аксиоматики-дедуктивной стратегии разработаны элементы глоссария и таксономий понятий дисциплины «Компьютерная логика», которые воплощены в среде Protégé с использованием языка описания онтологий OWL. Полученные научные результаты использованы при создании ряда электронных учебных курсов, а также нашли свое внедрение в образовательный процесс в виде учебника «Компьютерная логика» объёмом 640 страниц под авторством Лупенко С. А.
Профессор Лупенко С. А. является автором и координатором Международной программы научных исследований китайской имидж-медицины на 2017—2023 годы, утвержденной и реализуемой Пекинским медицинским исследовательским институтом «Кундавелл», которая направлена на проведение всесторонних научных исследований китайской имидж-медицины с целью создания её научной теории, проведения клинических испытаний и разработки интегрированной онтоориентированной информационно-аналитической среды научных исследований, профессиональной целительской деятельности и электронного обучения.
Лупенко С. А. много лет принимает активное участие в подготовке и аттестации научных кадров, в частности, он является заместителем председателя специализированного Ученого совета по защите кандидатских и докторских диссертаций в ТНТУ и членом специализированного Ученого совета по защите кандидатских и докторских диссертаций в Национальном университете «Львовская политехника». Подготовил одного доктора технических наук и трех кандидатов технических наук (в том числе по общей Украино-Французской программе), официальный оппонент более 30 кандидатских и докторских диссертаций. Является сопредседателем научного тематического семинара в ТНТУ по специальности 01.05.02 — Математическое моделирование и вычислительные методы (технические науки). Является научным консультантом соискателей ученой степени доктора технических наук и научным руководителем аспирантов и соискателей ученой степени кандидата технических наук (докторов философии).
Лупенко С. А. входит в состав редколлегии научного журнала «Вестник Тернопольского национального технического университета». Был членом редколлегий трех научных журналов, в частности «Информационные системы и сети» и «Компьютерные системы и Сети» Вестника Национального университета «Львовская политехника». Входил и входит в состав программных комитетов многих международных и национальных научных конференций, в частности, он является председателем программного комитета научно-технической конференции «Информационные модели, системы и технологии», членом программного комитета международной научной конференции «Advanced Computer Information Technologies», которая внесена в наукометрические базы Scopus, IEEE Xplore, членом программного комитета международной научно-прикладной конференции «Современные проблемы математического моделирования, автоматизированного управления и информационных технологий» и ряда других международных научных конференций.

## Работы
За время своей научной и научно-педагогической деятельности профессор Лупенко С. А. опубликовал более 250 научных и научно-методических работ, в том числе 7 научных монографий, 3 учебника без соавторов и 4 учебных пособия в соавторстве. Среди научных трудов 22 входят в базу SCOPUS и Web of Science, 187 — в базу Google Scholar. Общее количество ссылок на публикации автора: 38 (согласно базе SCOPUS); 445 (согласно базе Google Scholar); h-индекс — 3 (согласно базе SCOPUS); h-индекс — 10 (согласно базе Google Scholar); h10-index — 13 (согласно базе Google Scholar). Результаты исследований представлялись и докладывались на международных и отечественных научно-практических конференциях.
В 2005 году Лупенко С. А. награждён грамотой Тернопольской областной государственной администрации за весомый вклад в развитие учебного заведения, в 2010 году — грамотой Тернопольского областного совета за многолетний добросовестный труд, значительные научные достижения и по случаю Дня науки, в 2017 году — грамотой Тернопольской областной государственной администрации и Тернопольского областного совета за добросовестный творческий труд, высокий профессионализм, весомый личный вклад в подготовку и воспитание высококвалифицированных кадров и по случаю Дня науки.

## Ссылка
- Кафедра комп’ютерних систем та мереж
- Google Академія Лупенка С. А.
- Профіль Науково-технічної бібліотеки ТНТУ
- Профіль Scopus